# Elsdorf, Niedersachsen
Elsdorf är en kommun och ort i Landkreis Rotenburg i förbundslandet Niedersachsen i Tyskland.  Motorvägen A1 passerar söder om Elsdorf.
Kommunen ingår i kommunalförbundet Samtgemeinde Zeven tillsammans med ytterligare tre kommuner.